# Dorcadion kasikoporanum
Dorcadion kasikoporanum är en skalbaggsart som beskrevs av Maurice Pic 1902. Dorcadion kasikoporanum ingår i släktet Dorcadion och familjen långhorningar.
Artens utbredningsområde är Iran. Inga underarter finns listade i Catalogue of Life.